# Scott Sheffield
Pour les articles homonymes, voir Sheffield (homonymie).
Scott Sheffield (né le 20 octobre 1973) est un mathématicien américain, professeur de mathématiques au Massachusetts Institute of Technology. Son principal domaine de recherche est la probabilité théorique.

## Recherches
Une grande partie du travail de Sheffield s'intéresse aux objets conformes invariants qui apparaissent lors de l'étude  des modèles en deux dimensions de la physique statistique. Il étudie l'évolution Schramm-Loewner (en) SLE(κ) et ses relations avec divers autres objets aléatoires. Par exemple, il a prouvé que SLE décrit l'interface entre deux surfaces de gravité quantique de  Liouville, qui ont été soudées (en) ensemble de façon conforme. Dans un travail commun avec Oded Schramm, il a montré que les lignes de contour du champ libre gaussien sont liées à la SLE(4),. Avec Jason Miller, il a développé la théorie des lignes de flux de champs libres gaussiens, qui comprennent SLE(κ) pour toutes les valeurs de κ, ainsi que de nombreuses variantes de SLE.
Sheffield et Bertrand Duplantier ont prouvé la relation de Knizhnik-Polyakov-Zamolodchikov (KPZ) pour les dimensions d'échelle  fractale en gravité quantique de Liouville. Sheffield a également défini les ensembles de boucles conformes (en), qui servent de limites d'échelle à la collection de toutes les interfaces dans différents modèles de la physique statistique. Dans un travail commun avec Wendelin Werner, il a décrit les ensembles de  boucles conformes comme les limites extérieures des grappes de boucles browniennes.
En plus de ces contributions, Sheffield a également prouvé des résultats liés à l'agrégation limitée par diffusion interne , aux pavages de dominos (en), à la théorie des jeux, aux équations aux dérivées partielles et à la théorie des extensions de Lipschitz.

## Formation et carrière
Sheffield est diplômé de l'Université Harvard en 1998 en mathématiques. En 2003, il obtient son doctorat en mathématiques de l'Université Stanford, sous la supervision d'Amir Dembo, avec une thèse intitulée « Random surfaces: large deviations and gradient Gibbs measure classifications ». Avant de devenir professeur au MIT, Sheffield a occupé des postes postdoctoraux à Microsoft Research, à l'Université de Californie à Berkeley, et à l'Institute for Advanced Study. Il a également été professeur associé à l'Université de New York.

## Prix et distinctions
Scott Sheffield a reçu le Prix Loève en 2011, le Presidential Early Career Award for Scientists and Engineers, il a été titulaire de la Bourse Sloan, et il a été lauréat du Prix Rollo-Davidson en 2006. Il a également été conférencier invité en 2010 au Congrès international des mathématiciens. En 2017, il a reçu le Clay Research Award conjointement avec Jason Miller.
En 2023 il est lauréat du prix Eisenbud, conjointement avec Jason P. Miller, pour des travaux sur les géométries bidimensionnelles aléatoires, et en particulier sur la gravité quantique de Liouville. En 2024, il a remporté le prix Henri-Poincaré.

## Publications
- « Random Surfaces », Asterisque, n° 304, 2006 (177 Seiten)
- « Gaussian free fields for mathematicians », 2003
- avec Oded Schramm « Contour lines of the two-dimensional discrete Gaussian free field », Acta Mathematica (Preprint 2006)
- Assaf Naor, Yuval Peres, Oded Schramm et Scott Sheffield, « Markov chains in smooth Banach spaces and Gromov-hyperbolic metric spaces », Duke Mathematical Journal, vol. 134, no 1,‎ 2006, p. 165-197 (DOI 10.1215/S0012-7094-06-13415-4)